# Samsung Galaxy A21
Il Samsung Galaxy A21 è uno smartphone di fascia medio-bassa prodotto da Samsung, facente parte della serie Samsung Galaxy A.

## Caratteristiche tecniche

### Hardware
Il Galaxy A21 è uno smartphone con form factor di tipo slate, le cui dimensioni sono di 167,8 × 76,7 × 8,1 millimetri e pesa 193 grammi.
Il dispositivo è dotato di connettività GSM, CDMA, HSPA, EV-DO, LTE, di Wi-Fi 802.11 a/b/g/n/ac dual-band con supporto a Wi-Fi Direct ed hotspot, di Bluetooth 5.0 con A2DP ed LE, di GPS con A-GPS, BDS e GLONASS, NFC (in base al mercato) e di radio FM. Ha una porta USB-C 2.0 ed un ingresso per jack audio da 3,5 mm.
Il Galaxy A21 è dotato di schermo touchscreen capacitivo da 6,5 pollici di diagonale, di tipo IPS LCD con aspect ratio 20:9, angoli arrotondati e risoluzione HD+ 720 × 1600 pixel (densità di 270 pixel per pollice). Il frame laterale ed il retro sono in plastica.
La batteria al litio-polimero da 4000 mAh non è removibile dall'utente. Supporta la ricarica rapida a 15 watt.
Il chipset è un MediaTek Helio P35 (MT6765). La memoria interna di tipo eMMC 5.1 è di 32 GB, mentre la RAM è di 3 GB.
La fotocamera posteriore ha un sensore principale da 16 megapixel con apertura f/1.8, uno da 8 megapixel grandangolare, uno da 2 megapixel macro e uno da 2 megapixel di profondità, è dotata di autofocus PDAF, modalità HDR e flash LED, in grado di registrare al massimo video full HD a 30 fotogrammi al secondo, mentre la fotocamera anteriore è da 13 megapixel.

### Software
Il sistema operativo è Android 10 con l'interfaccia utente One UI Core 2.1.
A partire da ottobre 2021 riceve l'aggiornamento ad Android 11 con One UI Core 3.1.
Dalla fine di settembre 2022 viene aggiornato ad Android 12 con One UI Core 4.1 a partire dal mercato statunitense.

## Varianti

### Galaxy A21s
Il Samsung Galaxy A21s è una variante del Galaxy A21 presentata il 15 maggio 2020 e commercializzata il 2 giugno dello stesso anno. Differisce dall'A21 principalmente per il design, leggermente più squadrato, per il chipset (Exynos 850), per la presenza di più tagli di memoria (2/3/4/6 GB di RAM e 32/64/128 GB di memoria interna), per la presenza di un sensore posteriore principale da 48 MP (anziché 16) con f/2.0, del sistema di posizionamento Galileo e della batteria ai polimeri di litio maggiorata a 5000 mAh. Così come l'A21, è stato commercializzato sia in versioni mono che dual SIM.

### Software
Il sistema operativo è Android 10 con interfaccia One UI Core 2.1, poi passata alla versione 2.5 solo in alcuni mercati.
Da fine aprile 2021 viene reso disponibile un aggiornamento ad Android 11 con interfaccia One UI Core 3.1.
Dalla fine di luglio 2022, il modello italiano viene aggiornato ad Android 12 con One UI Core 4.1.